# Sabazia durangensis
Sabazia durangensis là một loài thực vật có hoa trong họ Cúc. Loài này được (Longpre) Urbatsch & B.L.Turner miêu tả khoa học đầu tiên.